# Victor Rheins
Victor Rheins (* 1873 in Neuss; † 4. April 1938 in Berlin) war ein deutscher Landschaftsmaler, Kunsthändler und Galerist.

## Leben
Rheins studierte von 1891 bis 1894 an der Kunstakademie Düsseldorf Malerei. Vor 1910 lebte er in Köln, danach in Berlin, wo er um 1910 eine Kunsthandlung gründete und bis kurz vor seinem Tod leitete. Vor der Etablierung der Berliner Kunsthandlung betätigte er sich als „marchand amateur“. Als er an einem tödlichen Leiden erkrankt war, überführte er sie in eine Offene Handelsgesellschaft, die er im Februar 1936 zusammen mit seinem langjährigen Geschäftspartner Otto Feindt (1892–1944) gründete. Die Kunsthandlung, die als Galerie Kunst auch zu Verkaufszwecken ausstellte, firmierte bis 1936 im Haus Nr. 71 an der Straße Unter den Linden (heute Matthias-Erzberger-Haus), in den Jahren 1937/1938 einige Häuser weiter unter der Nr. 61, schließlich in den Jahren 1939 bis 1943/1944 in der Kleinen Mauerstraße 1.
Rheins war verheiratet mit Emma Hedwig, geborene Walta (* 7. Dezember 1900 in Klein Radzienen, Kreis Ortelsburg; † 27. Januar 1944 in Berlin-Köpenick). Nach dem Tod ihres Gatten vermählte sie sich mit Otto Feindt, welcher die Kunsthandlung bis zu ihrem gemeinsamen Tod am 27. Januar 1944 (im Luftschutzkeller ihres Hauses in Köpenick-Wendenschloß durch Bombentreffer) unter altem Namen weiterführte.
Die Kunsthandlung Victor Rheins war auf den Handel mit deutscher Kunst des 19. und frühen 20. Jahrhunderts spezialisiert, insbesondere auf Werke der deutschen Romantik und des deutschen Impressionismus. In ihrem Angebot tauchten Namen französischer Künstler wie Gustave Courbet, Charles-François Daubigny, Camille Pissarro und Constant Troyon vereinzelt auf. Werke von Künstler des 19. Jahrhunderts wie Karl Blechen, Karl Buchholz, Jozef Israëls, Franz von Lenbach, Walter Leistikow, Adolph Menzel, Paul Schad-Rossa, Carl Schuch, Franz Skarbina, Carl Spitzweg, Carl Steffeck, Hans Thoma, Wilhelm Trübner, Fritz von Uhde, Heinrich Zügel waren vorherrschend, daneben wurden (meist frühe) Arbeiten von Lovis Corinth, Max Liebermann und Max Slevogt angeboten, vereinzelt auch Werke von zeitgenössischen Künstlern wie Hans am Ende, Ferdinand Hodler, Olof Jernberg, Ernst Oppler, Emil Orlik, Paul Plontke und Willy ter Hell.
Ihren Handel bewarb sie 1915 in der Kölnischen Zeitung mit dem Spruch „Deutsche Maler – Keine Bilder von Nachäffern, Engländern, Dieben, Japanern und anderem Gesindel“. Im Mai 1918 schaltete Rheins eine Anzeige aus Protest gegen die Einführung der Luxussteuer von 15 Prozent auf jedes an eine Privatperson verkaufte Kunstwerk: „Beim Inkrafttreten des Kunststeuer-Gesetzes schließe ich das Geschäft wegen Unrentabilität“.  In der Zeit des Nationalsozialismus kaufte die Kunsthandlung Werke aus jüdischem Kunstbesitz und leistete nach Rheins’ Tod Zulieferungen zum Sonderauftrag Linz. Als Verkaufsstätte für NS-Raubkunst steht sie im Fokus der kunsthistorischen Provenienzforschung. Kunden in der NS-Zeit waren unter anderem Martha Liebermann und Hildebrand Gurlitt.
Als Maler trat Rheins, der im Dritten Reich Mitglied der Reichskammer der bildenden Künste war, kaum in Erscheinung. Allerdings beteiligte er sich an der Großen Berliner Kunstausstellung der Jahre 1925 und 1926.